# گراهام ریچاردز
گراهام ریچاردز (انگلیسی: Graham Richards؛ زادهٔ ۱ اکتبر ۱۹۳۹) شیمیدان اهل بریتانیا بوده و موضوعات فعالیت وی در زمینه مکانیک کوانتومی و شیمی نظری است.